# Arbutus arizonica
Arbutus arizonica és una espècie d'arbre que pertany a la família de les ericàcies (Ericaceae) que és originària del sud-oest dels Estats Units i nord-oest de Mèxic.

## Descripció
Arbutus arizonica és un arbre que arriba a una mida de fins a 14 m d'alçada, i té l' escorça de color marronós rosat. El fruit és una baia de color vermell ataronjat.

## Distribució
Arbutus arizonica es distribueix al llarg de la Sierra Madre Occidental des de l'Arxipèlag Madrense al sud-est d'Arizona i sud-oest de Nou Mèxic i sud de Jalisco. Es troba a Sonora, Chihuahua, i Durango, però possiblement no a la veïna Sinaloa.

## Taxonomia
Arbutus arizonica va ser descrita per (A.Gray) Sarg. i publicat a Garden & Forest 4(176): 317, a l'any 1891.
Etimologia
Arbutus: nom genèric llatí amb què es coneixia a l'arboç variant europea i mediterrània d'aquesta espècie.
arizonica: epítet geogràfic que fa referència a la seva localització a Arizona.
Sinonímia
Els següents noms són sinònim d'Arbutus arizonica:
- Arbutus xalapensis var. arizonica A.Gray in Syn. Fl. N. Amer., ed. 2, 2(1 Suppl.): 396 (1886)
- Arbutus xalapensis subsp. arizonica (A.Gray) A.E.Murray in Kalmia 12: 18 (1982)